# Dorothee Röhrig
Dorothee Röhrig, geborene Bayer, amtlich Dorothee Meyer-Burckhardt (* 1952 in Tübingen), ist eine deutsche Journalistin und Buchautorin.

## Leben
Ihre Mutter Barbara Bayer von Dohnanyi (1926–2016) war die ältere Schwester von Klaus von Dohnanyi und Christoph von Dohnányi, ihre Großeltern Hans von Dohnanyi und Christine von Dohnanyi und ihr Großonkel war Dietrich Bonhoeffer. Röhrig studierte Germanistik. Sie gehörte 2005 zum Gründungsteam der Gruner + Jahr-Zeitschrift emotion und war deren Chefredakteurin. Röhrig ist Mutter einer Tochter und seit 2015 in dritter Ehe verheiratet mit Hubertus Meyer-Burckhardt.

## Veröffentlichungen
- Dorothee Röhrig: Die fünf magischen Momente des Lebens: wie wir die Chancen ergreifen, die uns das Schicksal schenkt, München, Kailash (2016), ISBN 978-3-424-63113-5.
- Dorothee Röhrig: Aus und vorbei: Woran Frauenfreundschaften zerbrechen und wie wir daran wachsen – Mit zahlreichen Erfahrungsberichten, München, Kailash (2019), ISBN 978-3-424-63187-6.
- Dorothee Röhrig: Du wirst noch an mich denken, München, dtv Verlagsgesellschaft (2023), ISBN 978-3-423-29044-9.